# Registro Aragonés de Bienes de Interés Cultural

Escudo de Aragón.

El Registro Aragonés de Bienes de Interés Cultural es un registro de bienes culturales de la comunidad autónoma de Aragón, en España.

## Descripción
Este registro queda establecido en el artículo 23 de la Ley 3/1999 de 10 de marzo, del Patrimonio Cultural de Aragón y dependiente del Gobierno de Aragón, los bienes declarados de interés cultural dentro de la comunidad autónoma de Aragón son inscritos en él.
Se trata de un registro de carácter administrativo gestionado por la Dirección General del Departamento responsable de Patrimonio Cultural, destinado a incluir los bienes muebles e inmuebles, además de los inmateriales, que obtengan la calificación, o que se inicie el trámite para calificar como Bienes de Interés Cultural, dentro del ámbito competencial del Gobierno de Aragón. Se incluirán tanto si están declarados como si tienen expediente de declaración incoado, con la finalidad de recoger todo tipo de transmisiones, traslados, obras e intervenciones que afecten a dichos bienes incluidos en las declaraciones protectoras. El acceso al Registro será público, en la forma que se establezca en vía reglamentaria.
Además de en este registro, las actuaciones sobre los bienes de interés cultural se anotan en el Censo General del Patrimonio Cultural Aragonés y se notifican al Registro General de Bienes de Interés Cultural, que está bajo la responsabilidad del Gobierno central.
Este registro se constituyó con los datos de los bienes de interés cultural que ya lo eran antes de la fecha de constitución a los que se han ido añadiendo los nuevos bienes calificados por el Gobierno de Aragón desde 1999.